# Kantonsschule Hohe Promenade
Die Kantonsschule Hohe Promenade (abgekürzt KSHP; umgangssprachlich oft HoPro genannt) ist eine öffentliche Mittelschule in Zürich mit den Maturitätsprofilen alt- und neusprachlich. Sie hat etwa 750 Schüler, wobei der Anteil der Mädchen leicht überwiegt, und über 100 Lehrpersonen.

## Geschichte
Die heutige Kantonsschule Hohe Promenade wurde 1875 als Höhere Töchterschule der Stadt Zürich gegründet und war damals im Chorherrenstift des Grossmünsters in der Zürcher Altstadt untergebracht. 1913 wurde das heutige Gebäude auf dem Hügel Hohe Promenade oberhalb des Bahnhofs Zürich Stadelhofen bezogen. Der von Gustav Gull entworfene Bau ist reich dekoriert und mit Kunstwerken ausgestattet. Beim Hintereingang steht das Nägelidenkmal.
Wegen steigender Schülerzahlen wurden weitere Gebäude gebaut. 1975 wurde die benachbarte Kantonsschule Stadelhofen als eigene Schule gebildet.
1976 übernahm der Kanton, der in der Stadt seit alters her nur Knabengymnasien geführt hatte, die Höheren Töchterschulen – bis dahin von den Schülerinnen auch Töchti oder, weniger schmeichelhaft, Affenkasten genannt –, und führte wie im Rest des Kantons gemischte Gymnasien ein. Zu diesem Zeitpunkt kam die Schule zu ihrem heutigen Namen Kantonsschule Hohe Promenade.

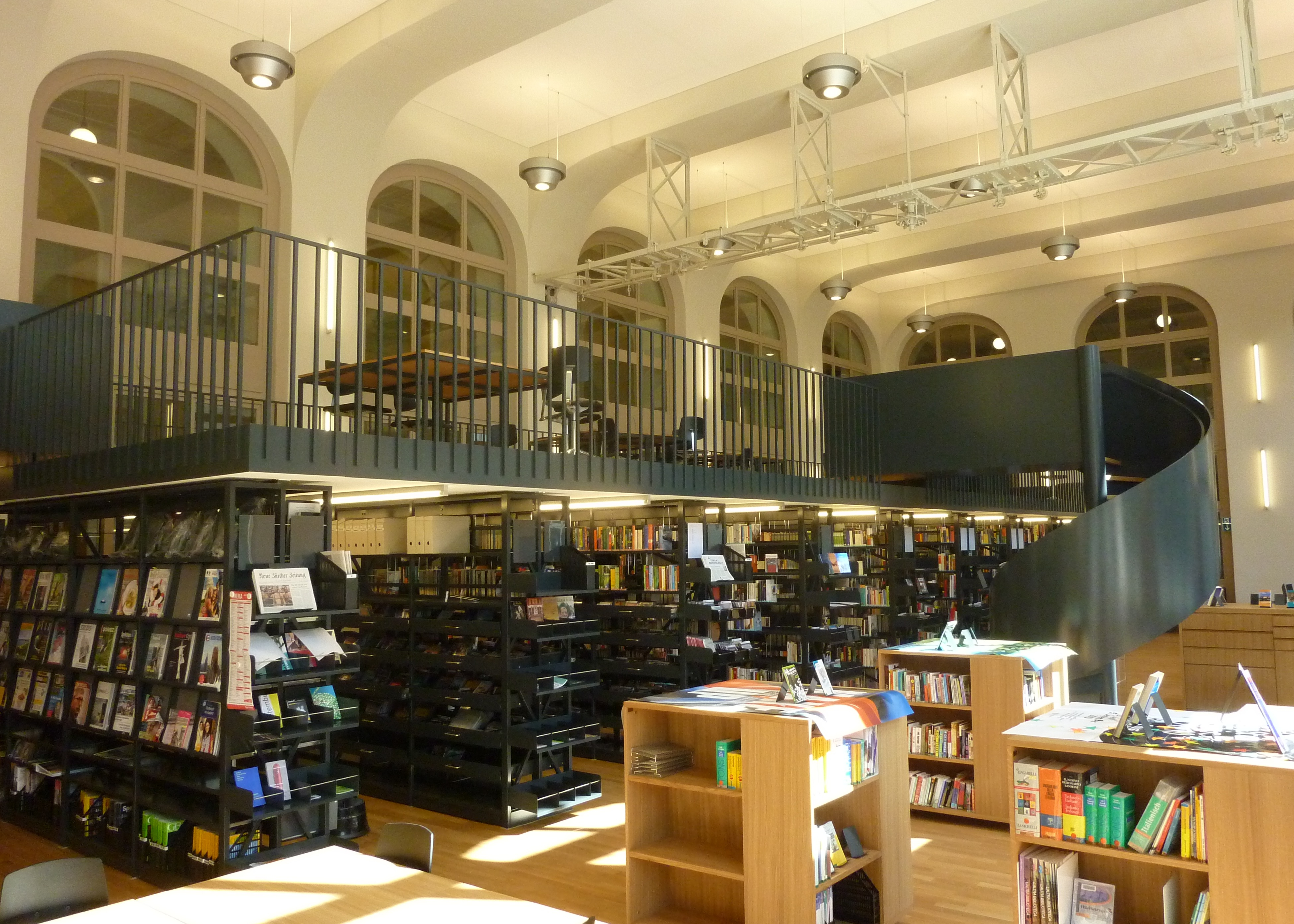
Mediothek in der alten Turnhalle

Vom Juli 2008 bis August 2010 wurde das Hauptgebäude einer Gesamtsanierung unterzogen. Der Schulbetrieb wurde in dieser Zeit in die Räumlichkeiten der Berufsschule Oerlikon beim Bahnhof Zürich Oerlikon verlegt. Für  knapp 40 Millionen Franken wurde das Gebäude umgebaut und die Infrastruktur in den Unterrichtsräumen modernisiert. In der alten Turnhalle wurde eine Mediothek eingebaut.

## Besonderheiten

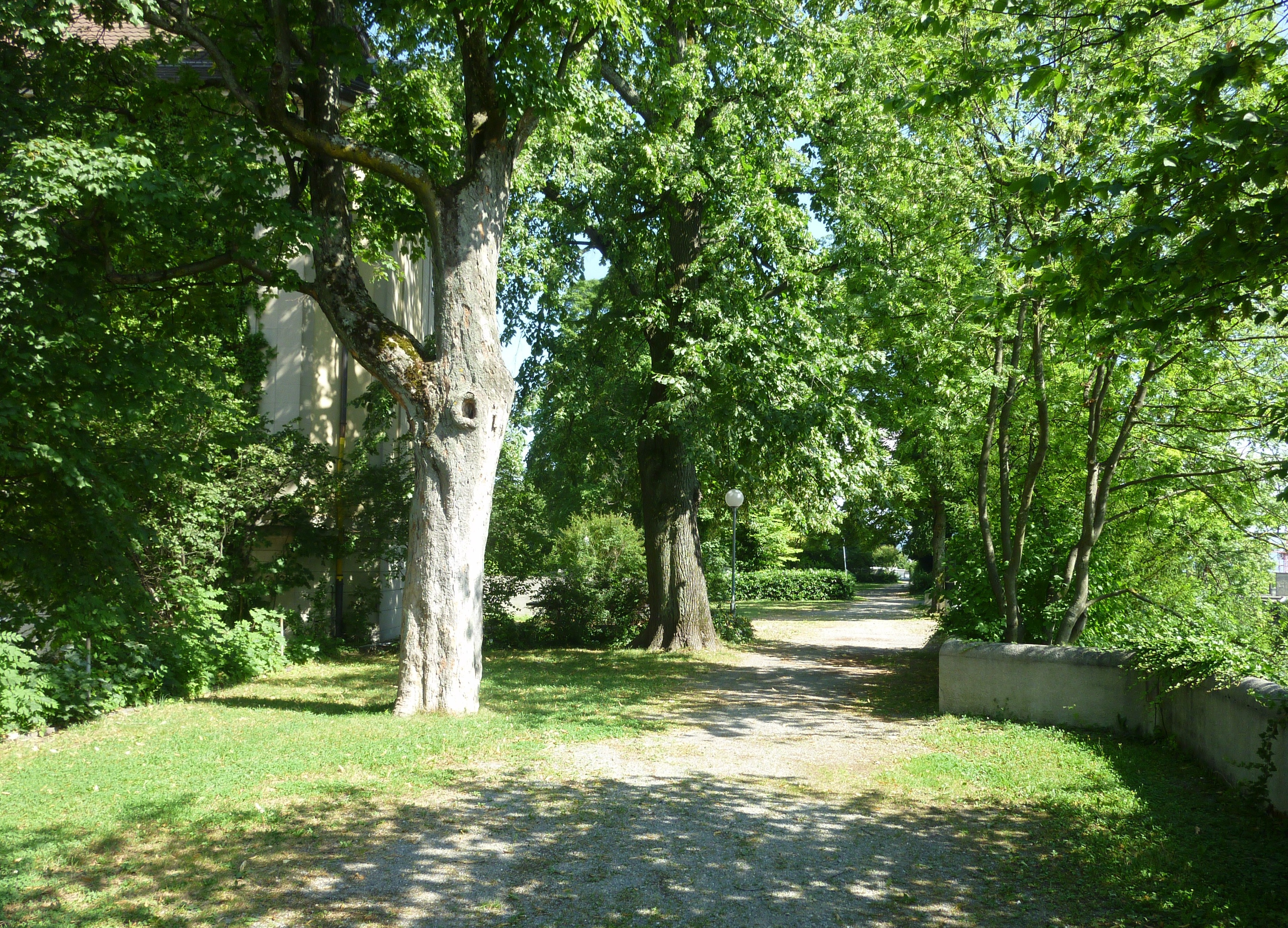
Park

### Fächerauswahl
Die Schule rühmt sich der besonders grossen Auswahl an sprachlichen Maturitätsfächern, die sie anbietet – nebst den üblichen Fächern sind dies auch Spanisch und Russisch – sowie der vielfältigen Freifächer von Arabisch über Chinesisch bis hin zu Ornithologie und aktuellem Weltgeschehen, deren Besuch der Schülerschaft offen steht. Hinzu kommt die sogenannte Immersion, als mögliches Profil mit Englisch | Latein und Englisch | Italienisch, bei der die Naturwissenschaften auf Englisch unterrichtet werden.
Eine weitere Besonderheit sind die Projekte, die im 4. und 5. Schuljahr jeweils ein Semester lang durchgeführt werden: das Projekt Medien und Gesellschaft, das Projekt Mehrsprachige Schweiz und das Musische Projekt.
Es besteht die Möglichkeit, in der 6. Klasse drei Fächer zu bevorzugen, welche in drei zusätzlichen Wochenstunden vertieft behandelt werden.

### Nebengebäude
Am in den 1990er Jahren neu erbauten Nebengebäude, das die Mensa, Turnhallen, Trainingsraum und Unterrichtsräume beherbergt und welches gemeinsam mit der Kantonsschule Stadelhofen genutzt wird, sind Photovoltaikanlagen zur Gewinnung von Solarstrom angebracht. Zwei weitere kleine Nachbarhäuser beherbergen ebenfalls Unterrichtsräume.

### Bergschulheim Casoja

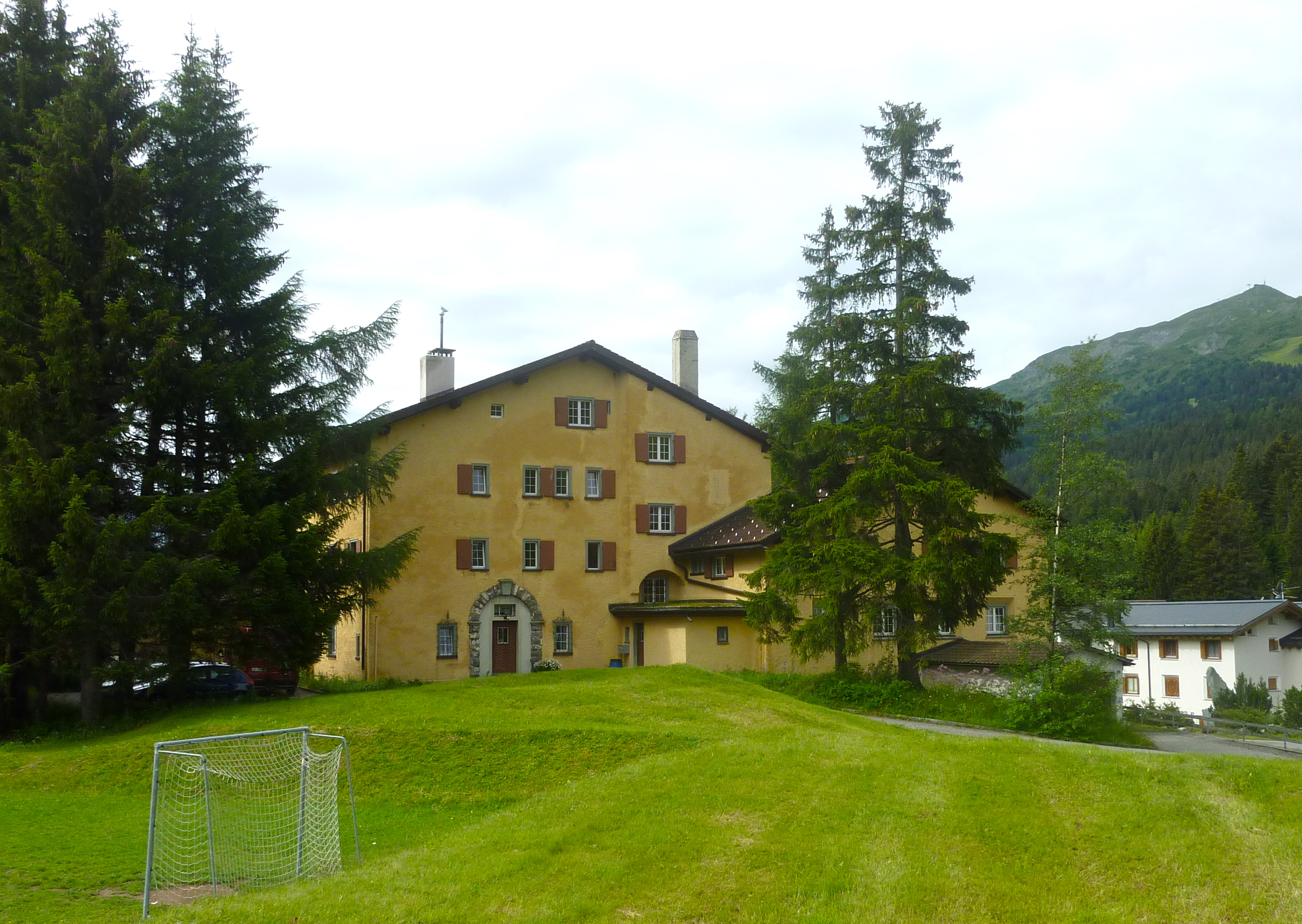
Casoja

Seit 1946 besitzt die Kantonsschule Hohe Promenade das 1924 erbaute  Bergschulheim Casoja in Valbella, das bis zu deren Abschaffung für Hauswirtschaftskurse genutzt wurde und heute für Arbeitswochen genutzt wird.

### Albanienkomitee
Das Albanienkomitee Hohe Promenade sammelt durch einen jährlichen Sponsorenlauf, Kuchenverkäufe und andere Aktionen Geld und betreibt damit in Tirana, Albanien, die Hopro of Tirana als Schule für Kinder aus armen Familien. Das Komitee wird von einem Geschichtslehrer und Schülern geführt.